# Krasne (gmina w województwie podkarpackim)
Krasne – gmina wiejska w województwie podkarpackim, w powiecie rzeszowskim. Siedziba gminy to Krasne.
W latach 1975–1998 gmina położona była w województwie rzeszowskim.

## Demografia

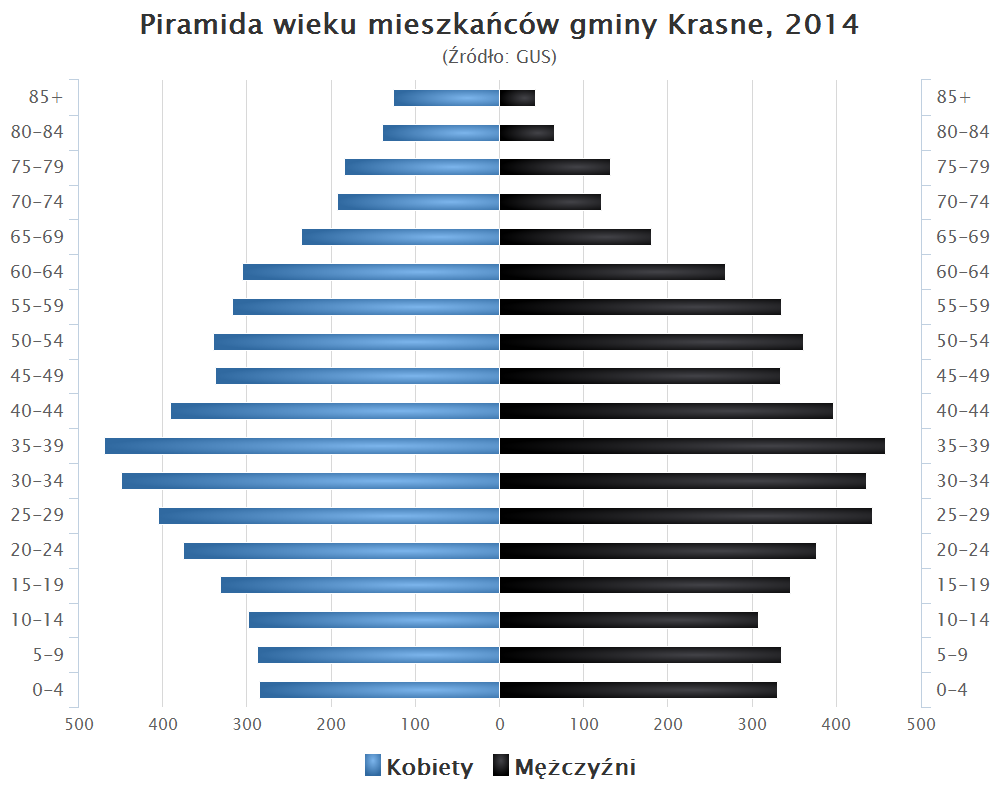
Piramida wieku mieszkańców gminy Krasne w 2014 roku

## Sołectwa
Krasne, Malawa, Palikówka i Strażów
Dawniej obejmowała także sołectwa Wilkowyja (do 1977), Słocina (do 2005) i Załęże (do 2005).

## Sąsiednie gminy
Chmielnik, Czarna (powiat łańcucki), Łańcut (powiat łańcucki), Rzeszów (miasto na prawach powiatu), Trzebownisko

## Referendum w celu połączenia z Rzeszowem
9 grudnia 2018 przeprowadzone zostało referendum gminne w sprawie połączenia gminy z Miastem Rzeszów, w którym przeciw połączeniu opowiedziało się 1714 osób, a za 1480 osób. Ogółem w referendum wzięło 3206 osób na 8906 uprawnionych, przy frekwencji w wysokości 36%, co oznacze, że referendum było ważne, a jego wynik ma charakter rozstrzygający. W poprzednim referendum, przeprowadzonym 23 października 2016 z inicjatywy części mieszkańców, mających zastrzeżenia do przeprowadzonych wcześniej konsultacji społecznych, około 62% głosujących przy frekwencji 56% wyraziło sprzeciw wobec projektu przyłączenia gminy do Rzeszowa. Starania samorządu Rzeszowa o włączenie całej gminy trwają od września 2008 roku.